# Lổ bì cát
Lỗ bì cát (danh pháp hai phần: Robiquetia succisa) là một loài lan có mặt từ đông Himalaya đến vùng Hoa Nam và Đông Dương.

## Hình ảnh

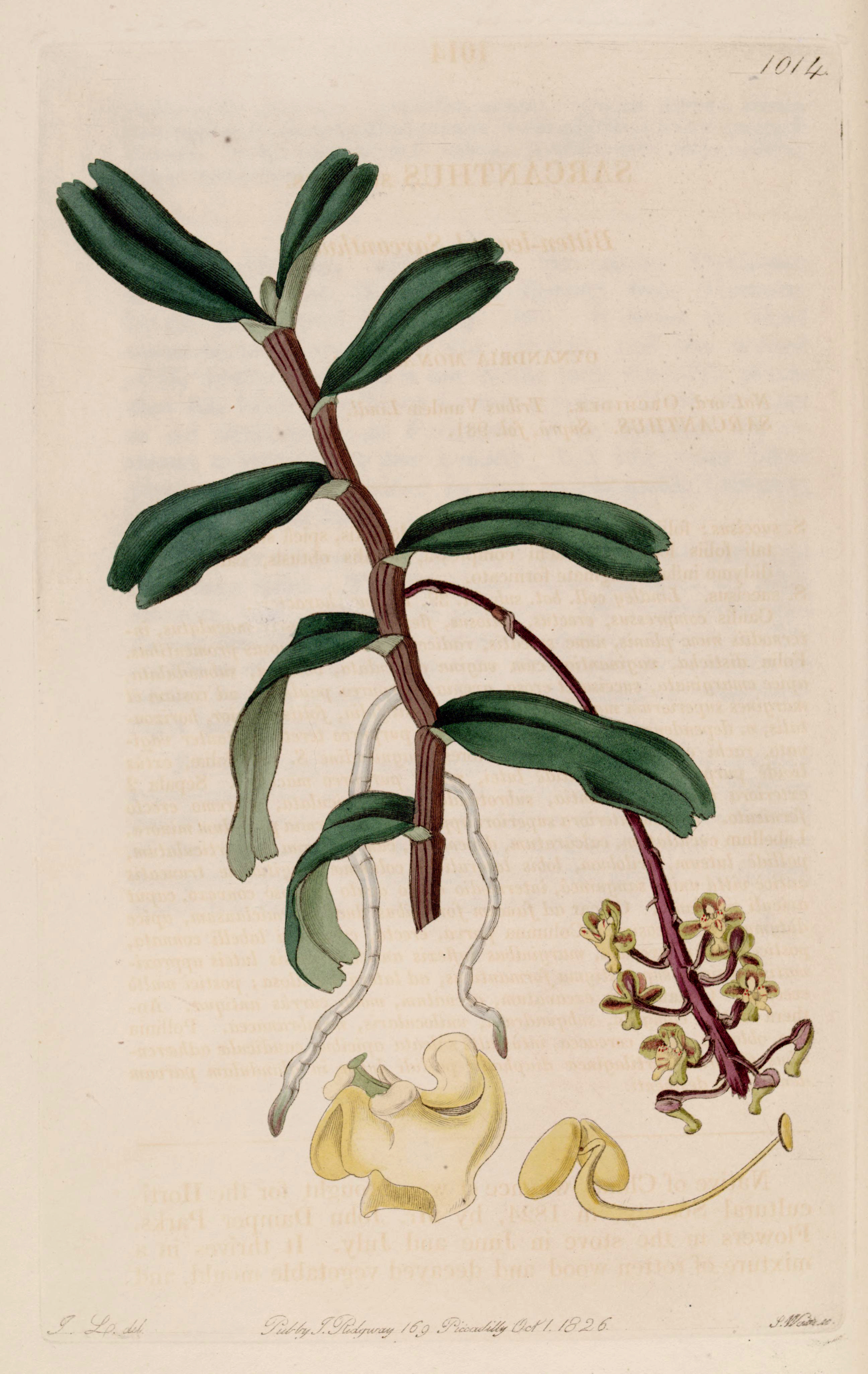